# Dreaming Now!
Singles de Kumi Kōda
Summer Trip
(2013) Hotel
(2014)
Dreaming Now! est le 56e simple de Kumi Kōda, sorti sous le label Rhythm Zone le 13 novembre 2013 au Japon.
Il atteint la 9e place du classement de l'Oricon, se vendant à 21 135 exemplaires la première semaine et restant classé quatre semaines pour un total de 25 953 exemplaires vendus. 
Il sort en formats CD, CD live et CD+DVD (CD+Tote Bag ou CD+DVD+Tote Bag pour le fan club), et sur l'album Bon voyage.

## Liste des titres
| 1. | Dreaming Now!                                                               |  |
| 2. | XXX                                                                         |  |
| 3. | Ai no Uta (LIVE @ a-nation stadium fes.2013) (愛のうた (Bonus First Press)) |  |

| 1. | Dreaming Now!            |  |
| 2. | XXX                      |  |
| 3. | LaLaLaLaLa (Live @ Yaon) |  |

| 1. | Dreaming Now!             |  |
| 2. | Is This Trap? (Live)      |  |
| 3. | Dreaming Now! (making of) |  |

| 1. | Dreaming Now!                                                 |  |
| 2. | XXX                                                           |  |
| 3. | All for you (Live @ Koda Kumi Premium Night ~Love&Songs~ ver) |  |